# Клименко Федір Єлисейович
Федір Єлисейович Клименко (нар. 6 квітня 1926 — пом. 11 жовтня 2008) — радянський та український учений у сфері будівництва. Заслужений діяч науки і техніки України, доктор технічних наук (1980), професор (1981) дійсний член Академії будівництва (1993) та міжнародної академії оригінальних ідей (1992). Професор кафедри «Будівельні конструкції і мости» Національного університету «Львівська політехніка». Почесний професор Львівської політехніки (2006).

## Життєпис і діяльність
Закінчив Макіївський будівельний технікум (1947) та Львівський політехнічний інститут (1947—1952). У 1955—1957 рр. закінчив аспірантуру кафедри будівельних конструкцій. Після захисту дисертації 1959 року кандидат технічних наук, асистент, доцент, завідувач кафедри будівельних конструкцій 1980—1991 рр., професор цієї кафедри.
Відомий учений у галузі залізобетонних і металевих конструкцій. Він запропонував новий науковий напрям у галузі залізобетону — сталебетонні конструкції зі зовнішнім стрічковим, листовим армуванням, сформував на цій базі наукову школу.
Напрямок наукової діяльності: сталебетонні конструкції зі зовнішнім стрічковим, листовим армуванням.
Автор 280 наукових праць, свідоцтв на винаходи, з них 50 опубліковані за кордоном, видав 6 монографій, співавтор першого підручника українською мовою «Металеві конструкції» (1994 р) та перевиданий у 2002 році для спеціальності «Промислове та цивільне будівництво». Під науковим керівництвом Федора Клименка захистили дисертації 26 кандидатів технічних наук, із них 3 стали докторами технічних наук.
Читав лекції і проводив дослідження у Німеччині, Австрії, Швеції, Фінляндії, Польщі, Монголії та інших країнах.
Його ім'я, як видатного вченого занесено до української енциклопедії «Хто є хто в Україні» (1997, 2004 р.) та в бібліографічні довідники «Відомі вчені державного національного університету „Львівська політехніка“» (1844—1994 рр.; 2001 р.).
Учасник німецько-радянської війни, має важке поранення, нагороджений орденом Вітчизняної війни І ступеня, орденом України за мужність, 14 медалями, походить із родини репресованих радянською владою в 1930-х, реабілітований.
За виробничу працю, науково-педагогічну та громадську діяльність нагороджений медалями, знаками, Почесними грамотами Ради Міністрів Монголії, грамотами Міносвіти СРСР, УРСР України, Почесними грамотами ДУ «Львівська політехніка» та Львівського Аграрного університету. Указом Президента України йому призначена державна стипендія (2000 і 2004).